# Montagna-le-Reconduit
Montagna-le-Reconduit é uma comuna francesa na região administrativa de Borgonha-Franco-Condado, no departamento de Jura. Estende-se por uma área de 5,43 km². Em 2010 a comuna tinha 122 habitantes (densidade: 22,5 hab./km²).